# Отвал (горное дело)

Виды отвалов: а — конический; б — хребтовый; в — плоский

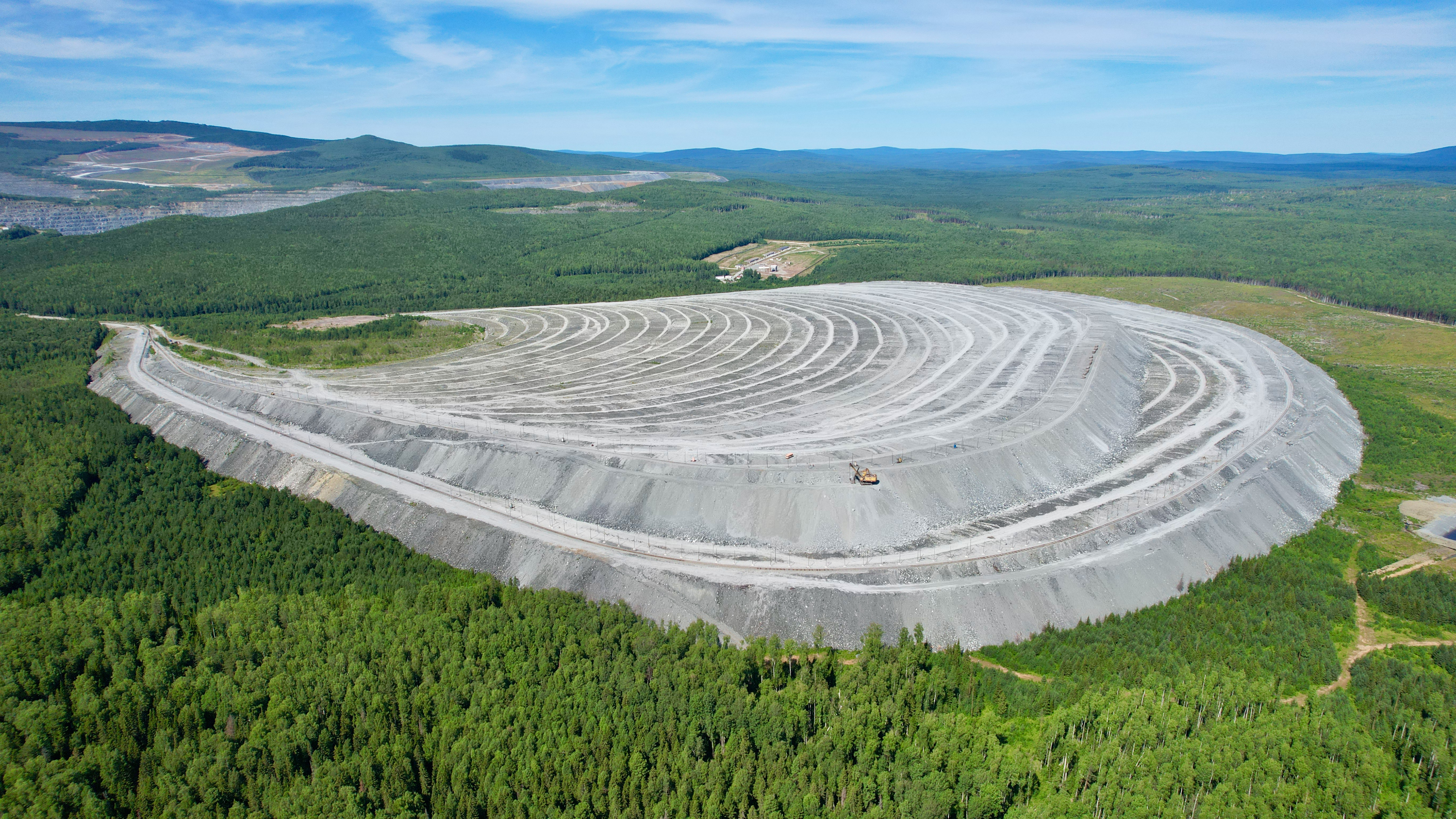
Отвал пустой породы Качканарского ГОКа

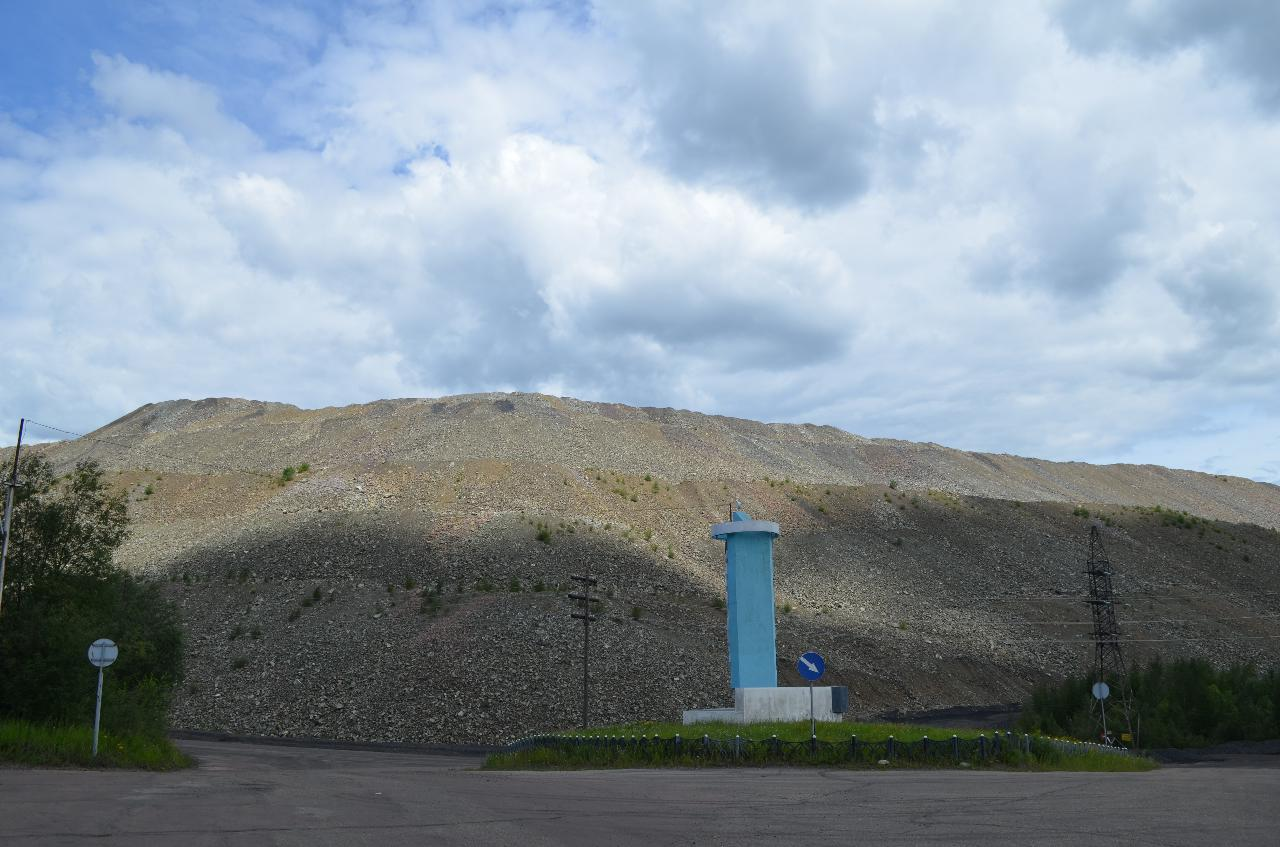
Отвалы Нерюнгринского угольного разреза

Отва́л (горное дело, металлургия) — размещение на поверхности пустых (вскрышных) пород или некондиционного минерального сырья, а также хвостов обогатительных фабрик, отходов или шлаков от различных производств и сжигания твёрдого топлива. Отвалообразование является завершающим этапом вскрышных работ на карьерах.

## Классификация отвалов
В зависимости от способа укладки материала отвалы делятся на следующие типы:
- конические (терриконы) — наиболее часто создаются при откатывании породы опрокидывающимися вагонетками или скипами;
- хребтовые — создаются при вывозе породы вагонетками подвесной канатной дороги или конвейерами;
- плоские — создаются при вывозе отходов (породы) в самосвалах и формировании штабеля при помощи бульдозеров; такие отвалы часто создаются в ближайшем от предприятия понижении рельефа.

При открытых горных работах в зависимости от места расположения отвалы разделяют на следующие виды:
- внутренние — создаваемые в отработанном пространстве карьера;
- внешние, расположенные за границами карьера;
- комбинированные.

В зависимости от способа механизации работ, отвалы разделяют на:
- бульдозерные;
- экскаваторные;
- конвейерные;
- гидравлические.

Предотвал — насыпь, устраиваемая перед основным отвалом, и меньшая по высоте чем последняя. Предотвал предназначен для повышения устойчивости основного отвала и других целей.
Отвалы являются экологически неблагоприятным сооружением. В частности, если на поверхность поднята порода с кислой реакцией, то такие отвалы очень долго не покрываются растительностью.

## Внутреннее отвалообразование
При разработке горизонтальных залежей всегда стремятся размещать отвалы в выбранном пространстве карьера. При этом обязательна выемка залежи полезного ископаемого на полную мощность. Применение внутренних отвалов желательно и при разработке пологих залежей. В этом случае возможно проведение по отвалам наклонных внутренних траншей, вскрывающих рабочие горизонты по полезному ископаемому.
Для размещения породы во внутреннем отвале необходим определённый объём выработанного пространства. Поэтому в первый период разработки карьера породу перемещают на внешние отвалы, и только после создания требуемой ёмкости выработанного пространства переходят на внутреннее отвалообразование.
Применение в эксплуатационный период мощной техники с большими линейными параметрами, особенно при поперечном перемещении вскрышных пород во внутренние отвалы, сопряжено с выполнением большого объёма горно-подготовительных работ. Они ещё часто выполняются одноковшовыми экскаваторами карьерного типа в сочетании с автомобильным или железнодорожным транспортом. Вместе с тем строительство крупных карьеров целесообразно осуществлять посредством технических средств, предусмотренных проектом на эксплуатационный период. Применение высокопроизводительных экскаваторов на горно-капитальных работах позволяет резко сократить срок строительства карьера при большой мощности покрывающих залежь мягких вскрышных пород и повысить эффективность открытой разработки глубоко залегающих месторождений. Масштабные отвалы требуют реализовывать комплекс мероприятий, связанных с рекультивацией и оценкой экологической обстановки.